# Lapa do Lobo
Lapa do Lobo é uma povoação portuguesa sede da Freguesia de Lapa do Lobo do Município de Nelas, freguesia com 10,59 km² de área e 682 habitantes (censo de 2021), tendo, por isso, uma densidade populacional de 64,4 hab./km².

## História
A Freguesia de Lapa do Lobo foi criada pela Lei n.º 81/85, de 4 de outubro, com lugares desanexados da Freguesia de Canas de Senhorim.

## Demografia
A população registada nos censos foi:
| Distribuição da População por Grupos Etários | Distribuição da População por Grupos Etários | Distribuição da População por Grupos Etários | Distribuição da População por Grupos Etários | Distribuição da População por Grupos Etários |
| -------------------------------------------- | -------------------------------------------- | -------------------------------------------- | -------------------------------------------- | -------------------------------------------- |
| Ano                                          | 0-14 Anos                                    | 15-24 Anos                                   | 25-64 Anos                                   | > 65 Anos                                    |
| 2001                                         | 89                                           | 134                                          | 370                                          | 179                                          |
| 2011                                         | 88                                           | 59                                           | 371                                          | 238                                          |
| 2021                                         | 63                                           | 57                                           | 284                                          | 278                                          |

## Toponímia
O nome desta freguesia deve-se ao facto de em tempos remotos, um lobo ser o protector da população local:
"Um Lobo que protegia os rebanhos e as gentes da Lapa do Lobo dos lobos maus teria certamente de estar ligado a algo de sobrenatural! E é assim que surge ao lado da Santa Catarina, padroeira da aldeia, "bela donzela que fazia renda de dia e de noite a desfazia" e que não queria casar porque "era séria e não queria" ou, talvez antes, porque estaria apaixonada pelo São João de Vale de Madeiros, amor evidentemente impossível mesmo nos dias de hoje, que com as suas Graças o transformou num santo lobo, que seria capaz de vir à fala com determinado pastor numa noite memorável de tempestade em que este se abrigava na famosa Lapa, no lugar da Santa, enquanto o seu cão Fiel ficava de guarda às ovelhas, e que talvez tenha estado na origem do nome desta aldeia, há muitos, muitos anos chamada Lapa do Lupo(...)"

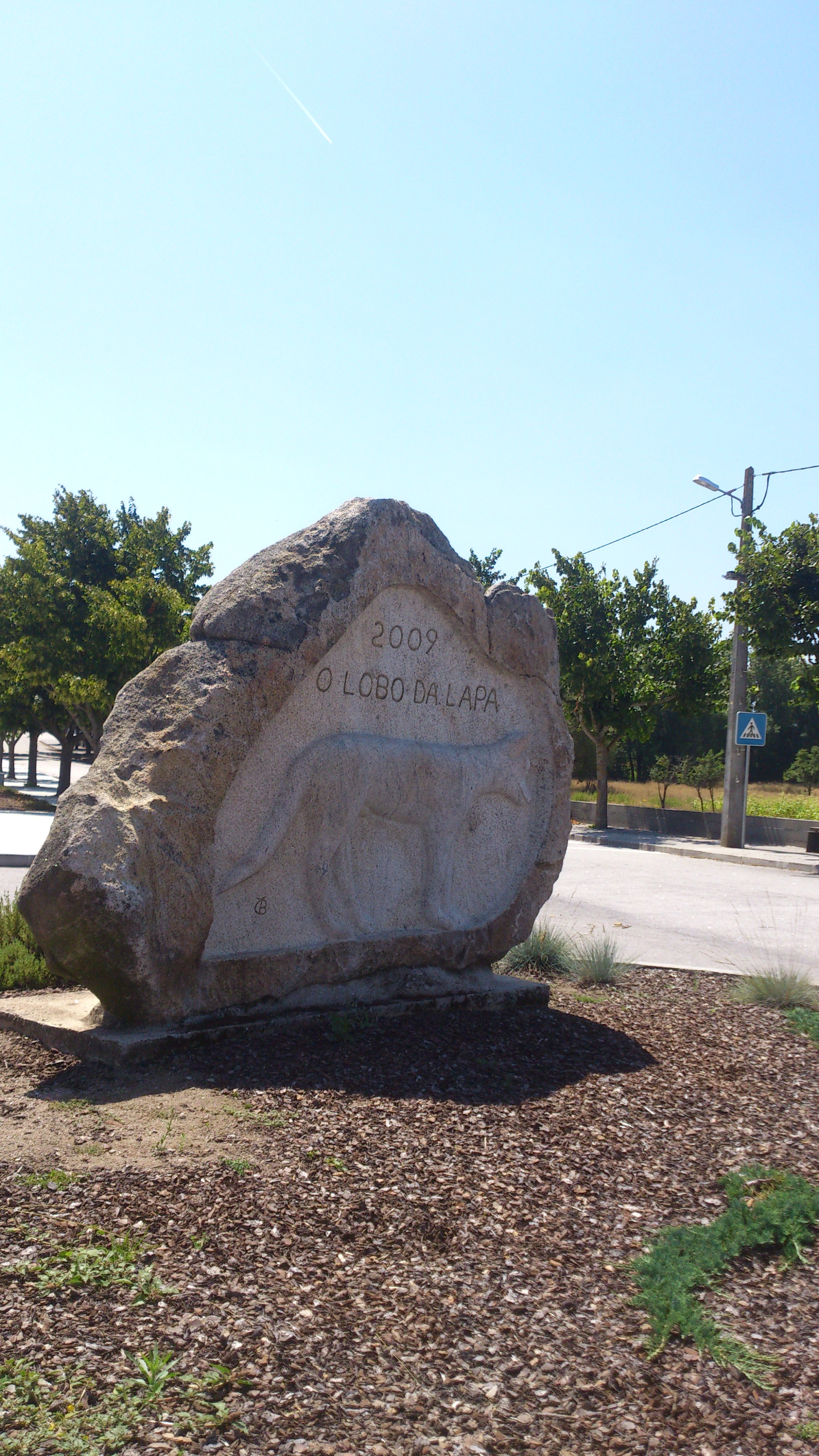
Monumento Lobo da Lapa
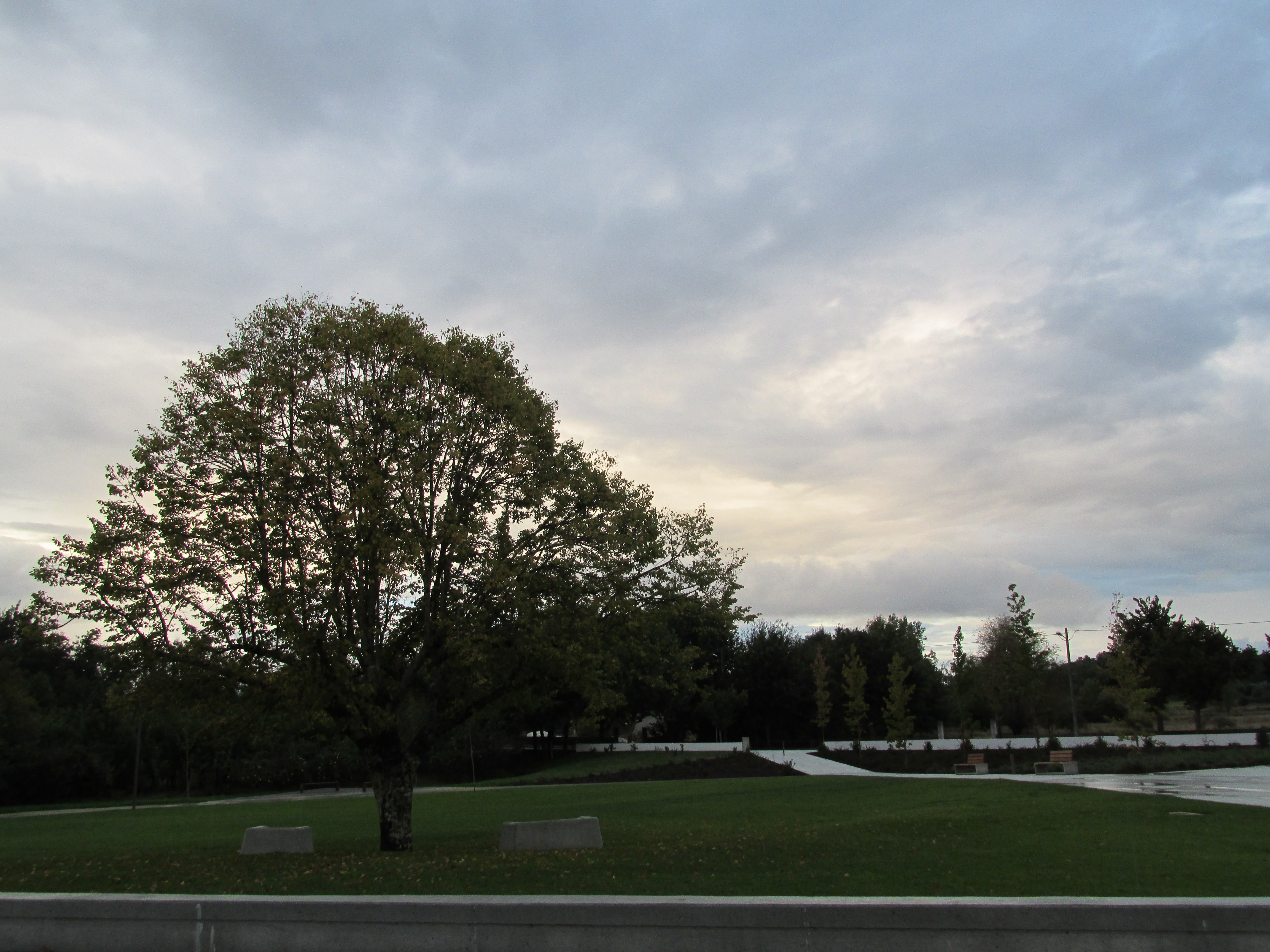
Jardim Fundação Lapa do Lobo
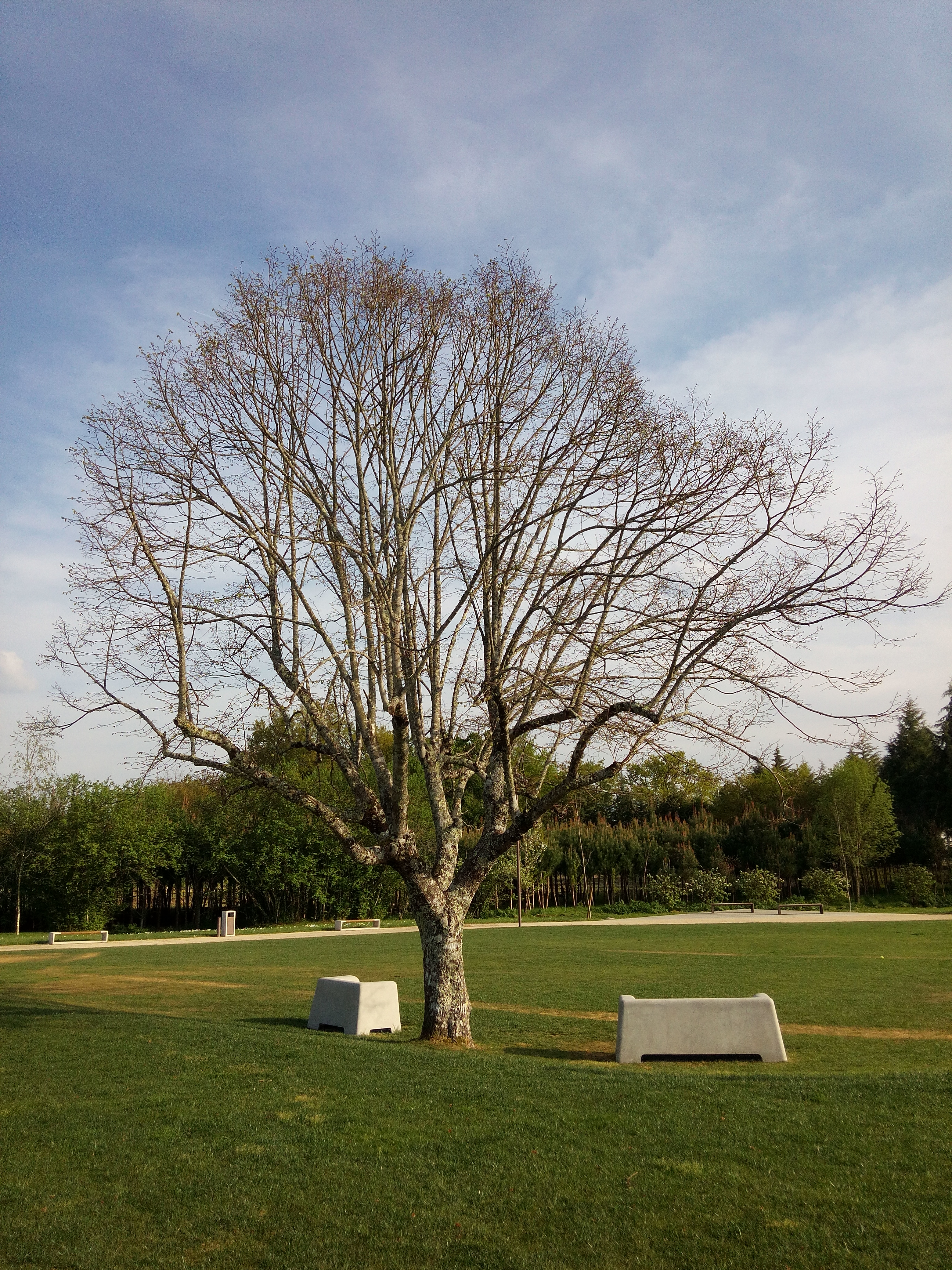
Jardim Fundação Lapa do Lobo

## Cultura
- renda de bilros
- cianotipia
- expressão musical e dramática
- dança
- tecelagem
- teatro

## Personalidades
É desta localidade o atleta paralímpico Cristiano Pereira (Campeão do Mundo de Atletismo do IPC nos 5000 metros, Campeão da Europa de Atletismo dos 1500 metros).